# Włodzimierz Antoniewicz

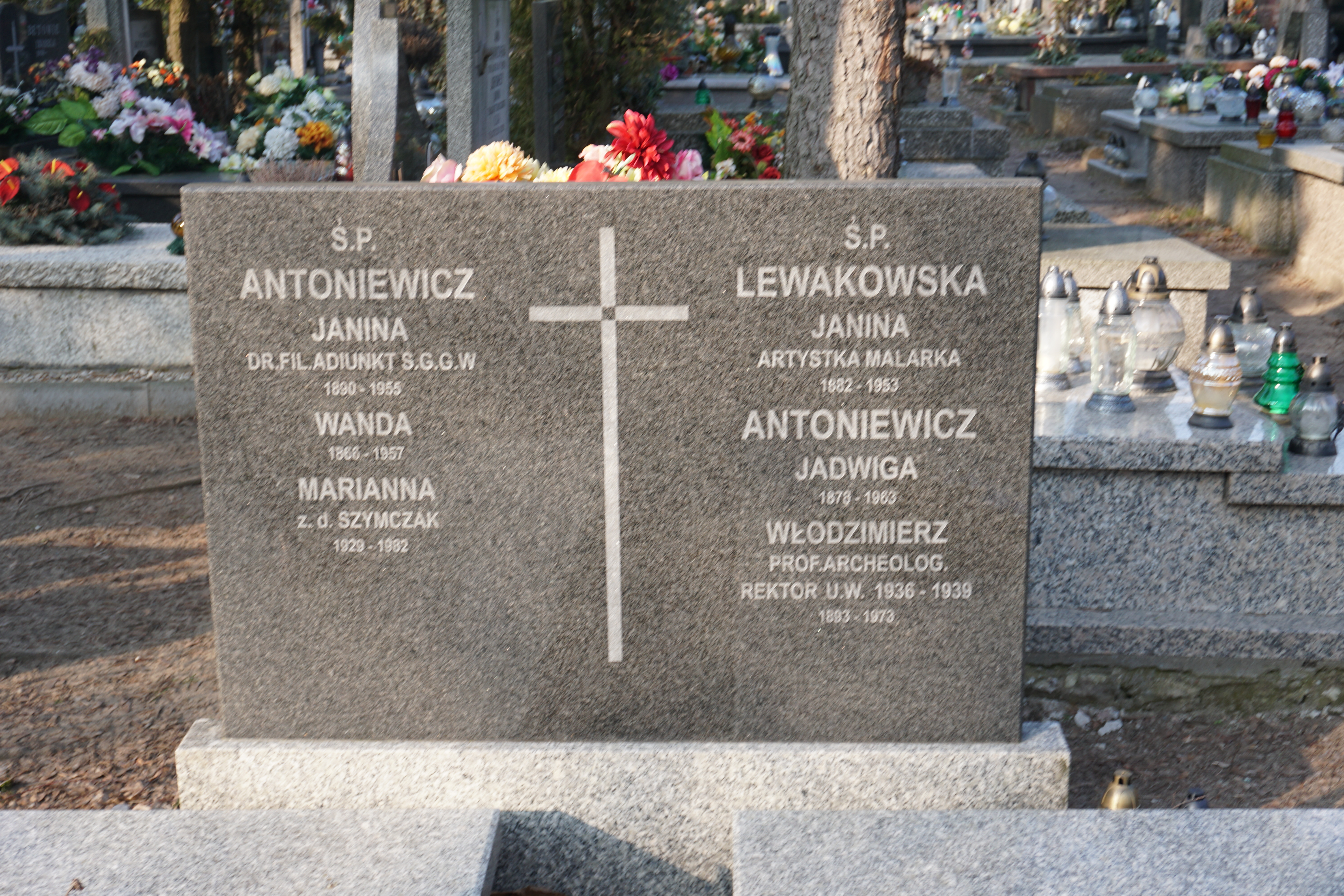
Grób Włodzimierza Antoniewicza na cmentarzu w Milanówku

Włodzimierz Antoniewicz (ur. 15 lipca 1893 w Samborze, zm. 20 maja 1973 w Warszawie) – polski archeolog pochodzenia ormiańskiego, rektor Uniwersytetu Warszawskiego, członek PAN.
Zajmował się w pracy naukowej archeologią pradziejową ziem polskich. Przedstawił obraz najdawniejszych dziejów ziem polskich na podstawie badań archeologicznych, odkrył pozostałości budowli romańskich w założonej przez siebie Stacji Archeologicznej w Wiślicy. Jako pierwszy przedstawił syntezę religii dawnych Słowian.

## Życiorys
Był synem polskiego Ormianina Karola (kontrolera pocztowego, uczestnika powstania styczniowego) oraz Wandy Kurowskiej (malarki i działaczki społecznej).
Ukończył gimnazjum we Lwowie, studiował archeologię i geografię na Uniwersytecie Lwowskim, Uniwersytecie Jagiellońskim oraz uniwersytetach w Wiedniu, Paryżu i Pradze. Wśród jego nauczycieli byli m.in. Eugeniusz Romer i Ludomir Sawicki.
W 1914 został ciężko ranny na froncie wojennym. Zwolniony z wojska, pracował jako kustosz Muzeum Zamku na Wawelu (1916–1918). Pracę doktorską obronił na UJ w 1918 pod kierunkiem Piotra Bieńkowskiego (Znaczenie bursztynu w prehistorii Europy). W latach 1918–1920 był zastępcą kierownika Wydziału Kultury i Sztuki Tymczasowej Komisji Rządzącej w Krakowie. Pracował krótko jako docent archeologii pradziejowej Uniwersytetu Poznańskiego. Tam w 1920 habilitował się.
Od 1920 pozostawał związany z Uniwersytetem Warszawskim. Był m.in. kierownikiem Katedry Archeologii Pierwotnej i Wczesnośredniowiecznej (po II wojnie światowej pod nazwą Katedra Archeologii Polski), profesorem nadzwyczajnym (od 1924), profesorem zwyczajnym (od 1928), dziekanem Wydziału Humanistycznego (1934–1936), wreszcie rektorem (1936–1939). W październiku 1937 wydał zarządzenie wprowadzające na uczelni getto ławkowe.
W okresie okupacji był członkiem Senatu Tajnego UW. Pracował wówczas jako palacz w szkołach warszawskich, a następnie znalazł zatrudnienie jako urzędnik w Zarządzie Miejskim. Kontynuował wykłady na UW po wojnie aż do emerytury w 1963.
W latach 1924–1939 dyrektor stołecznego Muzeum Archeologicznego im. Erazma Majewskiego. W latach 1945–1946 wicedyrektor Państwowego Muzeum Archeologicznego.
Współpracował ponadto z Instytutem Historii Kultury Materialnej PAN oraz Ministerstwem Wyznań Religijnych i Oświaty Publicznej. Od 1921 do 1934 wykładał na Wolnej Wszechnicy Polskiej w Warszawie. W latach 1925–1934 prowadził także wykłady na Uniwersytecie Stefana Batorego w Wilnie.
Pochowany na cmentarzu w Milanówku.

## Członkostwo w organizacjach naukowych
Był członkiem wielu towarzystw i akademii naukowych, polskich i zagranicznych:
- od 1930 był członkiem korespondentem Towarzystwa Naukowego Warszawskiego, a od 1938 członkiem rzeczywistym
- od 1932 był członkiem korespondentem Polskiej Akademii Umiejętności
- od 1952 był członkiem tytularnym PAN, a od 1957 członkiem rzeczywistym PAN[7]
- w latach 1946–1949 był wiceprzewodniczącym TNW
- kierował Komisją Historii Kultury i Sztuki Towarzystwa Naukowego Warszawskiego i jednocześnie był redaktorem naczelnym jego wydawnictw
- współpracował z Akademią Leopoldina w Halle,
- został powołany w skład Akademii Historii Starożytnej w Sztokholmie, Londyńskiego Towarzystwa Archeologicznego
- członek Towarzystwa Prehistorycznego i Towarzystwa Antropologicznego w Wiedniu,
- członek Royal Society of Antiquaries w Londynie.
- wiceprezes Polskiego Towarzystwa Ludoznawczego i Polskiego Towarzystwa Archeologicznego.

## Wybrane publikacje
Włodzimierz Antoniewicz był również encyklopedystą. Został wymieniony w gronie 180 edytorów pięciotomowej Ilustrowanej encyklopedii Trzaski, Everta i Michalskiego, gdzie napisał hasła o tematyce archeologicznej .
Opublikował ponad 300 prac naukowych, m.in.:
- Baba kamienna w Dźwinogrodzie (1916)
- Archeologia przedhistoryczna jako przedmiot nauczania (1921)
- Pochodzenie i gatunki bursztynu w Europie (1923)
- Pradzieje ziem polskich (1927)
- Metalowe spinki góralskie (z 136 rycinami i 2 mapami w tekście), Polska Akademia Umiejętności, Kraków [u.a.],  (1928). OCLC 251323821
- Archeologia Polski. Zarys czasów przedhistorycznych i wczesnodziejowych ziem Polski (1928)
- O religii dawnych Słowian (1948–1949)
- Historia sztuki najdawniejszych społeczeństw pierwotnych (1957)
- Religia dawnych Słowian (1957)

W latach 1959–1970 wydał 10 tomów cyklu „Pasterstwo Tatr Polskich i Podhala”, był redaktorem „Wiadomości Archeologicznych”, „Światowida”, „Postępów Archeologii”.

## Nagrody, odznaczenie i wyróżnienia
Został odznaczony m.in. Krzyżem Komandorskim Orderu Odrodzenia Polski (1938), Krzyżami Kawalerskim, Oficerskim i Komandorskim Legii Honorowej, odznaczeniami bułgarskimi, włoskimi (w tym Wielki Oficer Orderu Korony Włoch w 1937) i jugosłowiańskimi. Został honorowym członkiem korespondentem Towarzystwa Archeologicznego w Londynie i w 1937 Towarzystwa Prehistorycznego w Cambridge.